# KNDS Belgium

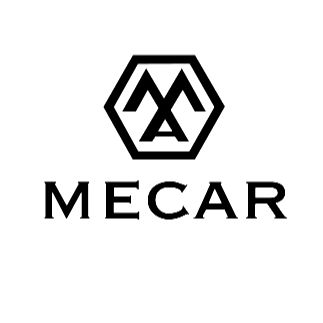
Bis 2015 verwendetes Logo

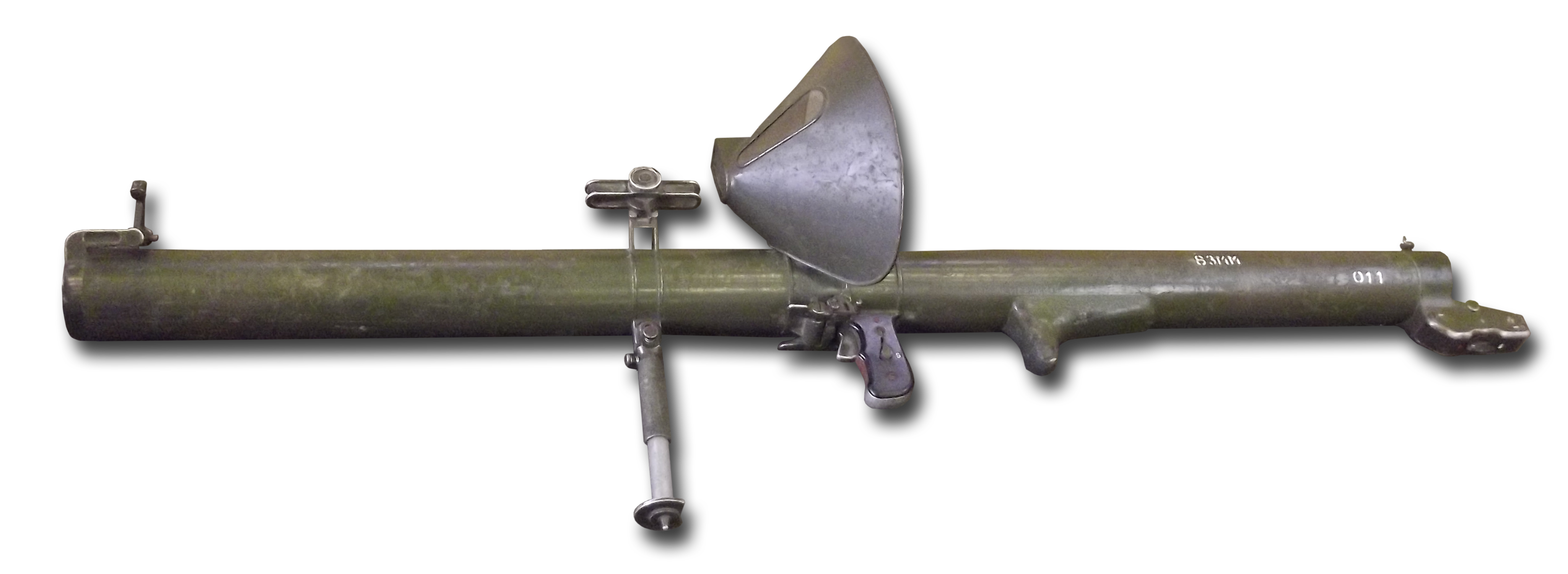
Blindicide RL-83

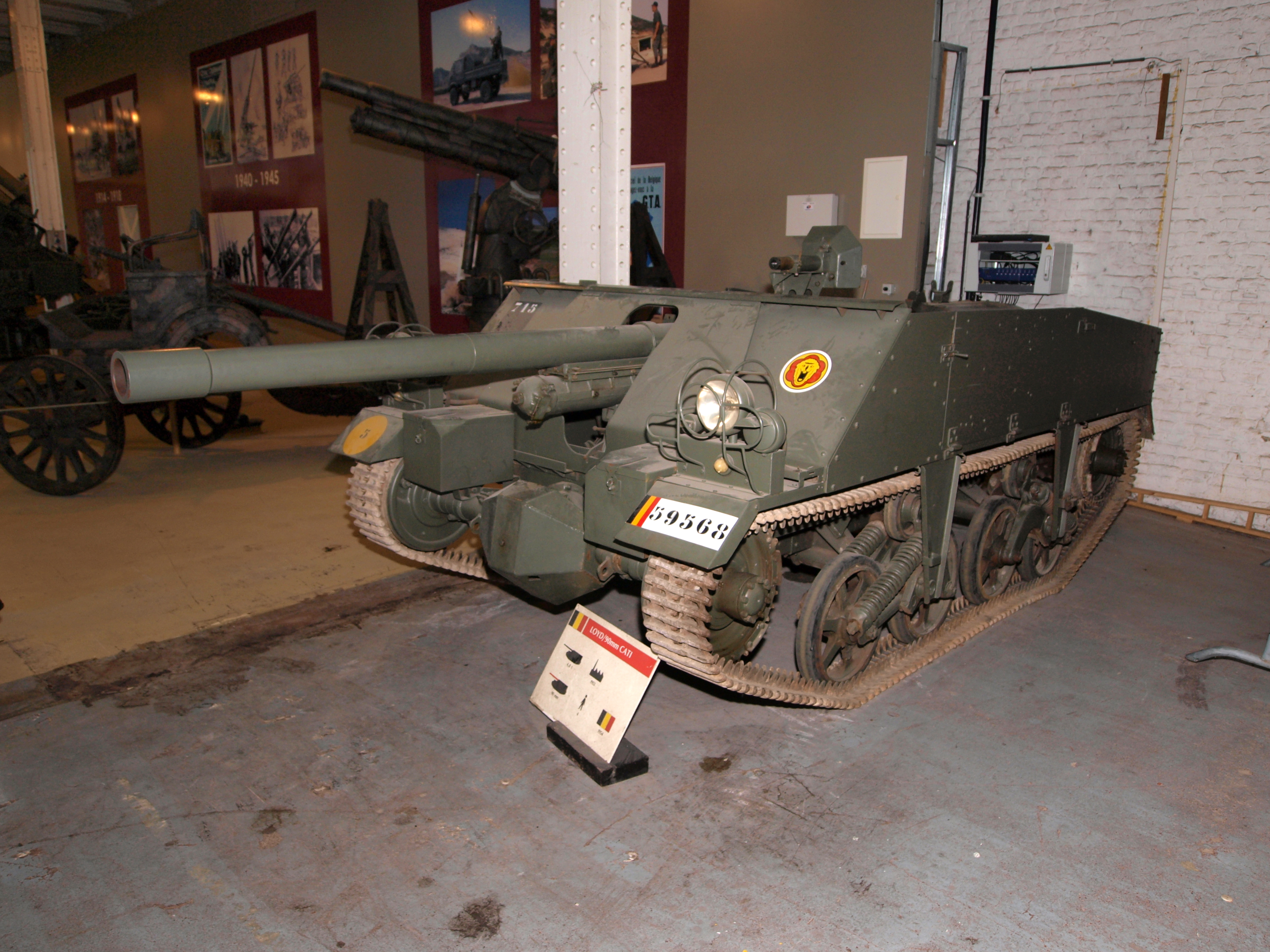
Canon Antitank d’Infanterie (CATI) mit dem Leichtgeschütz 90/28 90 mm

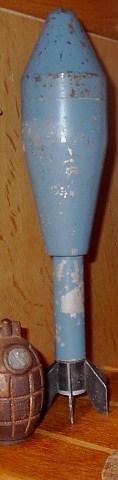
ENERGA-Hohlladung-gewehrgranate (Übungsmodell)

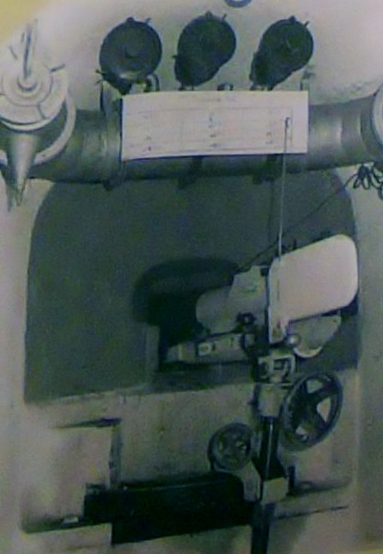
Festungsgeschütz 90/32

KNDS Belgium, jahrzehntelang bekannt als MECAR, ist ein belgisches Rüstungsunternehmen. Der Hauptbetrieb mit Entwicklungs- und Produktionsstätten befindet sich in Petit-Roeulx-lez-Nivelles (Gemeinde Seneffe), ungefähr 30 km südlich von Brüssel.

## Geschichte
Nachdem in Frankreich 1936 die sozialistische Regierung (Front populaire) die Waffenfabriken von Edgar Brandt verstaatlichte, gründete er 1938 in Belgien die „Société Anonyme Belge de Mécanique et d’Armement“ (MECAR). Während des Zweiten Weltkriegs wurden Belgien und Frankreich von dem deutschen Truppen besetzt und Brandt floh in die Schweiz, um nicht für die Besatzer arbeiten zu müssen.
Erst nach dem Zweiten Weltkrieg konnte Brandt sein Unternehmen wieder aktiv führen. Er entwickelte eine Schulterwaffe für die Panzerabwehr, welche ab 1951 bei Mecar als RL-83 Blindicide produziert wurde. Anfang der 1950er entwarf Mecar das Leichtgeschütz 90/28 90 mm. Es wurde noch Jahrzehnte produziert. Ab den 1950ern produzierte und verkaufte Mecar erfolgreich die ENERGA Hohlladungs-Gewehrgranaten. Der Name stand als Abkürzung für die von Brandt gegründete Verwertungsgesellschaft „Anstalt für die Entwicklung in Erfindungen und gewerblichen Anwendungen“ in Lichtenstein.
Brandt starb am 8. Mai 1960 Nach dem Tod von Brandt kam Mecar in den Besitz des US-amerikanischen Holding Allied Research Associates. Laut Baltimore Sun belebte der US-amerikanische Ingenieur Martin B. Ruffin beide Unternehmen, welche damals unter finanziellen und administrativen Problemen litten. Unter seiner Leitung entwickelte Mecar die Gewehrgranate mit Geschossfang sowie neue Pfeilwuchtgeschosse zur Panzerabwehr.
Ende der 1970er begann Mecar Gewehrgranate mit Geschossfang, welches in das Heck der Granate eingebaut wird und mit gewöhnlicher, scharfer Munition verwendet werden kann, zu vermarkten. Mecar wurde führend auf diesem Gebiet.
1977 begann Entwicklung des KENERGA 90/46 Geschützes als Nachfolger des 90/28. Die Marktreife wurde 1982 erreicht. Allerdings erreichten die Absatzzahlen des 90/46 bei weitem nicht die des 90/28. Im Jahre 1992 einigte sich Mecar mit dem Konkurrenten John Cockerill Group, dass Cockerill die Kanone in Lizenz weiter baut und vertreibt. Mecar konzentrierte sich seit dem generell auf Munitionsfertigung. Im Vergleich zu anderen Munitionsherstellern nimmt Mecar auch kleinere Aufträge an.
1993 begann Mecar, Munition für 25-mm-Maschinenkanonen zu fertigen.
2003 gelang es Allied Defense Group einen Auftrag des Verteidigungsministerium der Vereinigten Staaten zu erhalten. Das für diesen Zweck 2004 gegründete Unternehmen Mecar USA produzierte in Kooperation mit L-3 Communications 105 mm Sprengmunition in Marshall.
Als 1990 das Rüstungsunternehmen Poudreries réunies de Belgique (PRB) in Insolvenz ging, kaufte Mecar die Fabrik in Matagne-la-Grande. Mecar nutzte aber den Ort nicht mehr als Produktionsstätte.
Mecar musste seinen Schießplatz in Marche-en-Famenne 2001 aus Umweltschutzgründen aufgeben. Die Versuche wurden auf den Truppenübungsplatz Elsenborn verlagert. 2006 formierte sich die Bürgerinitiative „Stop Mecar“, welche die Einstellung privater Schießversuche forderte. Nach langem juristischen Tauziehen bestätigte der belgische Staatsrat 2016 endgültig das Verbot der Nutzung des Truppenübungsplatzes. 2008 versuchte Mecar den alter Schießstand der PRB in Matagne-la-Grande zu nutzen, aber auch das wurde abgelehnt.
Mit Wirkung zum 1. September 2010 kaufte der Rüstungshersteller Chemring Group Allied Defense Group samt der Beteiligungen; Mecar für $45,81 Millionen, Mecar USA, welche in dem Zug als ADG Sub USA umbenannt wurde, für $13,75 Millionen.
Doch bereits 2014 verkaufte die Chemring Group Mecar an Nexter. Im Zuge der Fusion von Nexter und Krauss-Maffei Wegmann zu KNDS, wurde Mecar 2015 zu „KNDS Belgium“ umbenannt. Der alte Firmenname wird aber nach wie vor von der Presse genutzt.
Als 2019 bekannte wurden, dass Saudi-Arabien bei der Militärintervention im Jemen Belgische Waffen verwendet hat, verkündete Belgien ein Exportverbot von Militärgütern nach Saudi-Arabien. Darauf entließ KNDS Belgium zehn Prozent des Personals, mit der Begründung, dass Exporte nach Saudi-Arabien ein wesentlicher Teil der bisherigen Aufträge waren. Arbeiter des Unternehmens und Gewerkschaft protestierten im Oktober 2019 vor dem Wallonischen Parlament gegen das Exportverbot.
Das Unternehmen beschäftigt in den letzten Jahrzehnten durchschnittlich 300–400 Mitarbeiter. Ende der 1970er Jahre waren etwa 300, um 1990 waren es etwa 400 Beschäftigte. Diese Zahl sank auf 350 in 2014 und knapp unter 300 im Jahr 2023.
2023 stieg KNDS Belgium in die Produktion von Artilleriemunition Kaliber 155 mm ein.

## Produkte

### Historisch
- RL-83 Blindicide: schultergestützte Panzerabwehrhandwaffe, produziert ab 1951, basiert auf der amerikanischen Bazooka.[32]

- 90/28 90 mm Leichtkanone: Auf Grundlage des Hoch-Niederdruck-Systems des deutschen 8-cm-Panzerabwehrwerfer 600[33] Anfang der 1950er Jahre entworfen. Da dies Geschütz relativ leicht ist und wenig Rückstoß erzeugt, konnte es auf eine leichte Lafetten montiert werden. Das Geschütz wurde zuerst 1953 auf den Universal Carrier montiert und das Ergebnis wurde als leichte Panzerjäger-Selbstfahrlafette Canon Antitank d’Infanterie 90 mm (CATI 90) in Belgien eingeführt.[5] Die Reichweite beträgt 4000 m für Truppenansammlungen; da die Mündungsgeschwindigkeit relativ klein, nur 1000 m für Panzerabwehr. Das Geschütz wurde Jahrzehnte produziert.[6] Es gab Varianten auf Feldlafette,[6] oder auf Maultier verladbar für Gebirgstruppen,[1] aber meistens montiert auf leichten Fahrzeugen wie Bravia Chaimite V-400, Commando V-150 oder Dragoon 300.[6]

- 90/32 90 mm Festungsgeschütz: in den 1980er Jahren für Italien produziert.[34][35]

- 90/46 90 mm Geschütz: 1977 begann Entwicklung des KENERGA bzw. KEWS  Weapon System (KE für „kinetische Energie“) 90/46 Geschützes als Nachfolger des 90/28. Es sollte eine Panzerdurchschlagsleistung erreicht werden, wie bei den damaligen deutlich schwereren 105mm Geschützen. Die Marktreife wurde 1982 erreicht. Im Jahre 1992 einigte sich Mecar mit dem Konkurrenten John Cockerill Group, dass Cockerill die Kanone in Lizenz weiter baut und vertreibt.[12][36]

### Aktuell
KNDS Belgium fertigt eine große Bandbreite von Munition und Granaten. Darunter ist auch Munition für ältere Geschütze, wie sie noch in großer Zahl in Südamerika, Afrika und Asien vorhanden sind.
- 81-mm- und 120-mm-Mörsermunition
- 105 mm für Royal Ordnance L7 oder CN 105 F1
- 100 mm für die sowjetische D-10T
- 90 mm für Cockerill Mk III, 90 mm ENGESA EC-90 oder DEFA F1
- 76 mm für L23 (z. B. in FV101 Scorpion)
- 25 mm × 137 mm für KBA oder M242 Bushmaster
- 84 mm für rückstoßfreies Geschütz FFV Carl Gustaf und kompatible Systeme
- Gewehrgranaten
- Handgranaten,  z. B. M72-Splitterhandgranate.[36]